# Physical Review
Physical Review (in breve Phys. Rev.) è una delle più antiche e prestigiose riviste scientifiche, diventata poi una famiglia di riviste, che pubblicano articoli su tutti gli aspetti della fisica. Fondata nel 1893, è pubblicata dall'American Physical Society (APS).

## Storia
La Physical Review fu organizzata dal professor Edward Nichols della Cornell University e cominciò le pubblicazioni nel luglio 1893, con l'aiuto del nuovo Presidente della Cornell, J. Gould Schurman. Nichols, Ernest Merritt, e Frederick Bedell amministrarono e diressero la rivista a Cornell tra il 1893 e il 1913, anni tra i quali si pubblicarono 33 volumi, che costituiscono la Physical Review Series I.
L'American Physical Society, fondata nel 1899, continuò la pubblicazione dal 1913 e cominciò la Physical Review Series II. La rivista rimase a Cornell, diretta da G.S. Fulcher, dal 1913 al 1926, prima di trasferirsi alla University of Minnesota, dove lavorava il nuovo direttore, John Torrence Tate. Dal 1929 l'APS iniziò a pubblicare le Reviews of Modern Physics, una nuova rivista incentrata su lavori di revisione sistematica (review) su tematiche specifiche.
Dopo la morte di Tate nel 1950, le riviste furono amministrate ad interim da E.L. Hill e John Buchata, fino a quando furono scelti come direttori Samuel Goudsmit e Simon Pasternak, con i quali l'ufficio della direzione si trasferì al Brookhaven National Laboratory (BNL), a Long Island. A luglio 1958, la rivista gemella Physical Review Letters venne creata per pubblicarvi gli articoli più brevi e di argomenti più vari o generali; essa fu diretta da George L. Trigg fino al 1988.
Nel 1970, la Physical Review si divise nella riviste Physical Review A, B, C e D. Una quinta pubblicazione sorella, Physical Review E, fu introdotta nel 1993 per ospitare la vasta quantità di nuove ricerche sulla dinamica non lineare. Insieme, queste riviste costituiscono la Physical Review Series III.
Nel 1980, l'ufficio della direzione si trasferì alla sede attuale a Ridge, al numero 1 di Research Road, dall'altro lato della strada rispetto al BNL. Sam Goudsmit andò in pensione nel 1974 e Simon Pasternak negli anni settanta; B. Chalmers-Frazer, assistito da Roobert K. Adair e James Krumhansl, fu direttore dal 1974 al 1980. In seguito sono stati direttori David Lazarus (1980-1990), della Università dell'Illinois - Urbana-Champaign, Benjamin Bederson (1990-1996), dalla New York University, e Martin Blume (1996-2007) del BNL. Il direttore attuale è Gene Sprouse della Stony Brook University.
Nel 1998, il primo numero della Physical Review Special Topics – Accelerators and Beams fu pubblicata, e nel 2005, fu avviata la Physical Review Special Topics – Physics Education Research. In aggiunta la Physical Review nel 1998 diede vita ad una rivista online, Physical Review Focus, per spiegare e fornire il contesto storico di articoli selezionati dalla Physical Review e dalla Physical Review Letters. Le riviste su argomenti speciali sono finanziate dagli autori.
Nel 2011 fu annunciato il lancio della nuova rivista Physical Review X sotto la guida editoriale di Jorge Pullin e con formato open access. La rivista iniziò a invitare le prime sottomissioni di articoli a partire da Marzo 2011, ed il primo numero fu pubblicato nell'autunno del 2011. Da PRX, si sono poi originate, a partire dal 2020, PRX Quantum, PRX Energy (nata nel 2022) e PRX Life (nata nel 2023), tutte con formato completamente open access. Un'altra rivista open access, pubblicata a partire dal 2019, è Physical Review Research.
Altre riviste Physical Review fondate a partire dal 2014, di taglio più settoriale e formato misto, sono invece Applied, Fluids e Materials.
Tutte le riviste della APS sono riconosciute internazionalmente come fra le migliori e più note di fisica. Molti tra gli articoli più famosi del Novecento sono stati pubblicati sulle pagine delle varie riviste della Physical Review. Uno degli esempi più recenti è quello relativo alla prima osservazione di onde gravitazionali, pubblicata su PRL.

## Riviste
| Rivista                                                     | Abbreviazione     | Data di pubblicazione | Ambito                                                               | Sito web                                                        |
| ----------------------------------------------------------- | ----------------- | --------------------- | -------------------------------------------------------------------- | --------------------------------------------------------------- |
| Physical Review Series I                                    | Phys. Rev.        | 1893—1912             | Tutta la fisica                                                      | All volumes                                                     |
| Physical Review Series II                                   | Phys. Rev.        | 1913—1969             | Tutta la fisica                                                      | All volumes                                                     |
| Physical Review Letters                                     | Phys. Rev. Lett.  | 1958—oggi             | Ricerca fondamentale in tutti i campi di fisica                      | 1958—2002 2003—present                                          |
| Physical Review X                                           | Phys. Rev. X      | 2011—oggi             | Risultati particolarmente innovativi in tutti i campi della fisica   | All volumes                                                     |
| PRX Quantum                                                 | PRX Quantum       | 2020—oggi             | Informatica e tecnologia quantistica, sia teorica che applicata      | All volumes                                                     |
| PRX Energy                                                  | PRX Energy        | 2022—oggi             | Energia: fonti, accumulo, utilizzo e trasmissione, sostenibilità     | All volumes                                                     |
| PRX Life                                                    | PRX Life          | 2023—oggi             | Biofisica                                                            | All volumes                                                     |
| Physical Review A                                           | Phys. Rev. A      | 1970—oggi             | Fisica atomica, molecolare e ottica                                  | 1970—2002 2003—present                                          |
| Physical Review B                                           | Phys. Rev. B      | 1970—oggi             | Fisica della materia condensata e scienza dei materiali              | 1970—2002 2003—present                                          |
| Physical Review C                                           | Phys. Rev. C      | 1970—oggi             | Fisica nucleare                                                      | 1970—2002 2003—present                                          |
| Physical Review D                                           | Phys. Rev. D      | 1970—oggi             | Particelle, Teoria quantistica dei campi, gravitazione, e cosmologia | 1970—2002 2003—present                                          |
| Physical Review E                                           | Phys. Rev. E      | 1993—oggi             | Fisica statistica, fisica nonlineare, e fisica della materia soffice | 1970—2002 2003—present                                          |
| Physical Review Research                                    | Phys. Rev. Res.   | 2019—oggi             | Tutta la fisica                                                      | All volumes                                                     |
| Physical Review Applied                                     | Phys. Rev. Appl.  | 2014—oggi             | Fisica applicata                                                     | All volumes                                                     |
| Physical Review Fluids                                      | Phys. Rev. Fluids | 2016—oggi             | Fluidodinamica                                                       | All volumes                                                     |
| Physical Review Materials                                   | Phys. Rev. Mater. | 2017—oggi             | Scienza dei materiali                                                | All volumes                                                     |
| Physical Review Focus                                       | Phys. Rev. Focus  | 1998—oggi             | Articoli selezionati dalle Physical Review Journals                  | All volumes                                                     |
| Physical Review Special Topics — Accelerators and Beams     | Phys. Rev. ST AB  | 1998—oggi             | Acceleratori di particelle e fasci                                   | All volumes Archiviato l'8 dicembre 2008 in Internet Archive.   |
| Physical Review Special Topics — Physics Education Research | Phys. Rev. ST PER | 2005—oggi             | Insegnamento della fisica                                            | All volumes Archiviato il 12 dicembre 2008 in Internet Archive. |